# رمز التكامل
رمز التكامل:
∫ (يونيكود), {\displaystyle \displaystyle \int } (لاتخ)

غوتفريد فيلهيلم لايبنتز

يستخدم للتعبير عن حدوث عملية تكامل أو إشتقاق عكسي في الرياضيات . تم اقتراح هذا الرمز لأول مرة في نهاية القرن السابع عشر من قبل عالم الرياضيات والفيلسوف الألماني غوتفريد فيلهيلم لايبنتز . 

## إمتداد الرمز
للرمز أشكال عديدة بإستخدامات مختلفة مثل:
| الاسم                                 | اليونيكود | اليونيكود | لاتخ                                                 | لاتخ                             |
| ------------------------------------- | --------- | --------- | ---------------------------------------------------- | -------------------------------- |
| تكامل ثنائي                           | ∬         | U+222C    | {\displaystyle \iint }                               | \iint                            |
| تكامل ثلاثي                           | ∭         | U+222D    | {\displaystyle \iiint }                              | \iiint                           |
| تكامل رباعي                           | ⨌         | U+2A0C    | {\displaystyle \iiiint }                             | \iiiint                          |
| تكامل خطي مغلق                        | ∮         | U+222E    | {\displaystyle \oint }                               | \oint                            |
| تكامل في اتجاه عقارب الساعة           | ∱         | U+2231    | {\displaystyle \int \!\!\!\!\!^{\curvearrowright }}  | \int\!\!\!\!\!^\curvearrowright  |
| تكامل عكس اتجاه عقارب الساعة          | ⨑         | U+2A11    | {\displaystyle \int \!\!\!\!\!\!^{\curvearrowleft }} | \int\!\!\!\!\!\!^\curvearrowleft |
| تكامل خطي مغلق في اتجاه عقارب الساعة  | ∲         | U+2232    | \varointclockwise                                    | \varointclockwise                |
| تكامل خطي مغلق عكس اتجاه عقارب الساعة | ∳         | U+2233    | \varointctrclockwise                                 | \ointctrclockwise                |
| تكامل سطحي مغلق                       | ∯         | U+222F    | \oiint                                               | \oiint                           |
| تكامل حجمي مغلق                       | ∰         | U+2230    | \oiiint                                              | \oiiint                          |

## الطوبوغرافيافي اللغات الأخرى

أشكال رمز التكامل في اللغه الإنجليزية والألمانية والروسية.

لا يختلف شكل رمز التكامل بشكل كبير باختلاف اللغات، ففي اللغة الإنجليزية يميل الرمز قليلا لليمين فيكون بالشكل التالي
{\displaystyle \int _{0}^{T}f(t)\;dt}
بينما في اللغة الألمانية ودول أوروبا الوسطى يبقى الرمز مستقيماويكون بالشكل التالي
{\displaystyle \int \limits _{0}^{T}f(t)\;\mathrm {d} t}.
ولكن في حالة اللغة الروسية يميل الرمز قليلا لليسار .

## وصلات خارجية
- Fileformat.info